# Rhus blanda
Rhus blanda là một loài thực vật có hoa trong họ Đào lộn hột. Loài này được Meikle miêu tả khoa học đầu tiên năm 1952.